# 多茲維爾 (伊利諾伊州)
多茲維爾（英語：Doddsville）是位於美國伊利諾伊州麥克多諾縣的一個非建制地區。該地的面積和人口皆未知。

## 地理
多茲維爾的座標為40°10′08″N 90°39′06″W / 40.16889°N 90.65167°W，而該地的平均海拔高度為208米（即682英尺）。